# Amos Gitai

Amos Gitai

Amos Gitai, född 11 oktober 1950 i Haifa, är en israelisk regissör och filmproducent. 

## Filmografi (urval) (som regissör)
- 1974 - Ahare
- 1978 - Wadi Rushima
- 1982 - Yoman Sadeh
- 1986 - Esther
- 1995 - Zihron Devarim
- 1998 - Yom Yom
- 1999 - Kadosh
- 2000 - Kippur
- 2002 - Kedma
- 2005 - Free Zone